# 正親町三条公豊
正親町三条 公豊（おおぎまちさんじょう きんとよ、旧字体：正親町三條 公󠄁豐）は、南北朝時代から室町時代初期にかけての公卿。内大臣・正親町三条実継の子。正親町三条家7代。官位は正二位・内大臣（北朝）。号は後三条。後三条内大臣、称名院入道などと呼ばれた。

## 経歴
初名は公景（きんかげ）。元弘4年（1334年）従五位下に叙位。建武4年/延元2年12月（1338年1月）従五位上に昇叙し、康永4年/興国6年（1345年）侍従任官。
貞和3年/正平2年（1347年）右近衛少将に任じられ、貞和4年/正平3年12月（1349年）に従四位上に叙される。下野権介、右中将を歴任し、文和2-3年/正平8-9年頃（1353–54年）に正四位下・美濃介に叙任。文和4年/正平10年（1355年）参議に任じられ公卿に列す。
文和5年/正平11年（1356年）従三位・備前権守に叙任。延文6年/正平16年（1361年）権中納言に任じられる。康安2年/正平17年（1362年）正三位、貞治3年/正平19年（1364年）従二位に陞叙。2年後には権大納言になり、応安3年/正平25年（1370年）正二位。その後はしばらく出仕を止めていたが、南北朝統一後の応永2年（1395年）9月に廟堂に復して内大臣に任じられる。その2か月後に出家、法名を皎空（こうくう）とした。
応永13年（1406年）6月に薨去、享年74。

## 官歴
- 元弘4年（1334年）- 1月5日 従五位下[1]
- 建武4年（1338年1月）- 12月24日 従五位上
- 暦応4年（1341年）- 1月6日 正五位下
- 康永4年（1345年）- 4月16日 侍従
- 貞和元年（1346年1月）- 12月30日 従四位下
- 貞和3年（1347年）- 3月29日 右近衛少将
- 貞和4年（1349年1月）- 12月30日 従四位上
- 貞和5年（1349年）- 3月15日 下野権介
- 観応2年（1351年）- 5月29日 右近衛中将
- 文和2年（1353年）- 11月23日 正四位下
- 文和3年（1354年）- 3月28日 美濃介
- 文和4年（1355年）- 8月13日 参議
- 文和5年（1356年）- 1月7日 従三位、1月28日 備前権守
- 延文6年（1361年）- 3月27日：権中納言
- 康安2年（1362年）- 5月7日：正三位
- 貞治3年（1364年）- 1月5日 従二位
- 貞治4年（1366年2月）- 12月30日 権大納言
- 応安3年（1370年）- 1月6日 正二位
- 応永2年（1395年）- 9月12日 内大臣、11月28日 出家

## 系譜
- 父：正親町三条実継
- 母：三条公明娘
- 妻：不詳
  - 男子：正親町三条実豊（?-1404）
  - 男子：三条西公保（1398-1460）- 三条西実清養子
  - 男子：寛勝
  - 女子：京極高光室
  - 女子
  - 女子